# Amorphophallus gomboczianus
Amorphophallus gomboczianus är en kallaväxtart som beskrevs av Rodolfo Emilio Giuseppe Pichi Sermolli. Amorphophallus gomboczianus ingår i släktet Amorphophallus och familjen kallaväxter. Inga underarter finns listade.